# Johann Leonhard Callisen
Johann Leonhard Callisen (* 23. August 1738 in Preetz; † 12. November 1806 in Rendsburg) war evangelischer Theologe und Generalsuperintendent von Holstein.

## Leben
Johann Leonhard Callisen – ältester Sohn des Predigers am Preetzer Kloster Johannes Callisen (1695–1759) – stammte aus einer schleswig-holsteinischen Pastorenfamilie, zu der auch Georg Calixt gehörte. Sein Bruder war der Chirurg Heinrich Callisen.
Wegen des frühen Todes des Vaters konnte Callisen nur zwei Jahre an der Georg-August-Universität Göttingen studieren. Bis zum Antritt seiner ersten Pfarrstelle in Plön war er sechs Jahre Hauslehrer. Anschließend war er Pastor in Zarpen. Als Hauptpastor in Oldesloe (ab 1782) machte er nach dem Tod seines Sohnes 1790 durch mehrere Schriften auf sich aufmerksam: mit dem Erbauungsbuch Die letzten Tage unsers Herrn Jesu Christi nach Markus und Über den Freiheitssinn unserer Zeit, das sich kritisch mit der Französischen Revolution auseinandersetzte. Daher wurde er nach dem Tod von Adam Struensee 1792 zum Generalsuperintendenten im Herzogtum Holstein ernannt. Sein Kollege war Jacob Georg Christian Adler.
Als Theologe der Lutherischen Orthodoxie mit engen Kontakten zum konservativen Emkendorfer Kreis war Callisen unter den Gelehrten seiner Zeit nicht unumstritten:
Seine 1795 erschienene Schrift Versuch über den Werth der Aufklärung unserer Zeit, die sich gegen die Vernunftsreligion wandte, führte zu einer heftigen (anonymen) Erwiderung durch August Hennings, auf die wiederum Matthias Claudius mit Von und Mit antwortete.
Dass Callisen 1796 die von seinem Kollegen Adler erarbeitete Schleswig-Holsteinische Kirchen-Agende unterschrieb, obwohl sie seiner Theologie widersprach, führte zwanzig Jahre später zu einem postumen Angriff durch Johann Heinrich Voß, gegen den ihn sein Sohn Johann Friedrich Leonhard Callisen, Propst und Prediger in Rendsburg, verteidigte.

## Werke
- Die letzten Tage unsers Herrn Jesu Christi nach Markus; 1791, 3. Auflage 1834
- Über den Freiheitssinn unserer Zeit; 1791
- Versuch über den Werth der Aufklärung unserer Zeit, 1795